# Como Foot-Ball Club 1914-1915
Questa pagina raccoglie le informazioni riguardanti il Como Foot-Ball Club nelle competizioni ufficiali della stagione 1914-1915.

## Stagione
All'inizio della stagione fu stabilito che a partire dalla stagione 1915-1916 la Prima Categoria sarebbe stata suddivisa in una Categoria A e in una Categoria B e che al nuovo massimo campionato sarebbero state ammesse solo 18 squadre, individuate nelle prime tre classificate di ognuno dei sei raggruppamenti della prima fase gestita dai Comitati Regionali.
Il Como disputò un campionato al di sopra delle aspettative riuscendo non solo a salvarsi dalla retrocessione nella costituenda Categoria B ma addirittura a qualificarsi alla fase nazionale in virtù del secondo posto nel Girone E dietro soltanto all'Inter. Tra i risultati di prestigio si segnala la vittoria a sorpresa per 3-2 proprio contro i nerazzurri alla prima giornata.
Nel girone di semifinale, il cui svolgimento fu turbato dai numerosi rinvii dovuti alle abbondanti nevicate o al mancato arrivo dell'arbitro, il Como vinse solo una partita (3-0 contro l'Hellas di Verona) perdendo tutte le altre, spesso pesantemente (5-0 contro la Pro Vercelli, 5-1 contro il Torino e 6-0 contro gli scaligeri), conquistando solo due punti.

## Rosa
| N. |                      | Ruolo | Calciatore       |
| -- | -------------------- | ----- | ---------------- |
|    | Argentina (bandiera) | A     | Americo Albonico |
|    | Italia (bandiera)    | A     | Achille Avogadro |
|    | Italia (bandiera)    | C     | Raffaele Crispo  |
|    | Italia (bandiera)    | P     | Leopoldo Dotti   |
|    | Italia (bandiera)    | D     | Gandola          |
|    | Italia (bandiera)    | C     | Aldo Gorio       |
|    | Italia (bandiera)    | D     | Francesco Lieto  |
|    | Italia (bandiera)    | C     | Antonio Longatti |
|    | Italia (bandiera)    | A     | Angelo Luzzani   |

| N. |                   | Ruolo | Calciatore          |
| -- | ----------------- | ----- | ------------------- |
|    | Italia (bandiera) | D     | Ermete Meacci       |
|    | Italia (bandiera) | D     | Walter Niederhäuser |
|    | Italia (bandiera) | C     | Carlo Piazza        |
|    | Italia (bandiera) | A     | Felice Prosdocimi   |
|    | Italia (bandiera) | C     | Provera             |
|    | Italia (bandiera) | A     | Silvio Raso         |
|    | Italia (bandiera) | D     | Luigi Sacchi        |
|    | Italia (bandiera) | C     | Mario Sartoris      |
|    | Italia (bandiera) | D     | A. Terragni         |

## Risultati

### Prima Categoria

#### Girone E

##### Girone di andata
| Arbitro: | Pasteur (Genova) |

|                                        |           |                   |
| Niederhäuser ?’ (rig.) Albonico ?’, ?’ | Marcatori | Agradi Cevenini I |

| Arbitro: | Moda (Milano) |

|                  |           |                 |
| Albonico Luzzani | Marcatori | 65’, ?’ Canetta |

| Arbitro: | Resegotti (Milano) |

|              |           |                         |
| Lombardi 13’ | Marcatori | 57’ Albonico 75’ Piazza |

| Arbitro: | Tessari (Padova) |

|                           |           |  |
| Ceresoli 50’ Frigerio 75’ | Marcatori |  |

| Arbitro: | Terzolo (Genova) |

|                                                                  |           |  |
| Luzzani 4’, 42’, 86’ Albonico 6’ Provera 17’ Prosdocimi 50’, 60’ | Marcatori |  |

##### Girone di ritorno
| Arbitro: | Pedroni (Milano) |

|                                                                              |           |  |
| Scheidler 15’ Cevenini III 23’ (rig.), 33’ Bontadini 42’ Agradi 75’ Aebi 80’ | Marcatori |  |

| Arbitro: | Malvano (Torino) |

|                               |           |                                                  |
| Gentili 48’, 55’ Ghezzi I 70’ | Marcatori | 24’ (rig.), 78’ (rig.) Niederhäuser Albonico 26’ |

| Arbitro: | Scamoni (Torino) |

|             |           |  |
| Provera 78’ | Marcatori |  |

| Arbitro: | Mauro (Milano) |

|                            |           |  |
| Albonico 2’ Prosdocimi 65’ | Marcatori |  |

| Arbitro: | Resegotti (Milano) |

|                                               |           |                         |
| Mariani 8’ Perin 56’ Forlivesi 62’ Secchi 80’ | Marcatori | 3’ Luzzani 44’ Avogadro |

#### Semifinale C

##### Girone di andata
| Arbitro: | Portigliatti (Torino) |

|                                         |           |  |
| Corna 37’, 50’, 60’ Ara 44’ Rampini 83’ | Marcatori |  |

| Arbitro: | Terzolo (Genova) |

|        |           |                                           |
| Piazza | Marcatori | ?’, ?’ Mosso III ?’, ?’ Tirone Bachmann I |

| Arbitro: | Bianchi (Milano) |

|                           |           |  |
| Raso 15’, 55’, 60’ (rig.) | Marcatori |  |

##### Girone di ritorno
| Arbitro: | Bianchi (Milano) |

|  |           |            |
|  | Marcatori | Rampini II |

| Torino 4 aprile 1915 5ª giornata | Torino | 2 – 0 A tav. per forfait referto | Como | Campo Stradale Stupinigi |

| Arbitro: | Bortoletti (Venezia) |

|                                                             |           |  |
| Costa 6’ Corsi 11’, 41’, 45’ (rig.), 71’ (rig.) Girardi 82’ | Marcatori |  |

## Statistiche

### Statistiche di squadra
| Competizione                   | Punti | In casa | In casa | In casa | In casa | In casa | In casa | In trasferta | In trasferta | In trasferta | In trasferta | In trasferta | In trasferta | Totale | Totale | Totale | Totale | Totale | Totale | DR  |
| Competizione                   | Punti | G       | V       | N       | P       | Gf      | Gs      | G            | V            | N            | P            | Gf           | Gs           | G      | V      | N      | P      | Gf     | Gs     | DR  |
| ------------------------------ | ----- | ------- | ------- | ------- | ------- | ------- | ------- | ------------ | ------------ | ------------ | ------------ | ------------ | ------------ | ------ | ------ | ------ | ------ | ------ | ------ | --- |
| Prima Categoria - girone E     | 12    | 5       | 4       | 1       | 0       | 15      | 4       | 5            | 1            | 1            | 3            | 7            | 16           | 10     | 5      | 2      | 3      | 22     | 20     | +2  |
| Prima Categoria - semifinale C | 2     | 3       | 1       | 0       | 2       | 4       | 6       | 3            | 0            | 0            | 3            | 0            | 13           | 6      | 1      | 0      | 5      | 4      | 19     | -15 |
| Totale                         |       | 8       | 5       | 1       | 2       | 19      | 10      | 8            | 1            | 1            | 6            | 7            | 29           | 16     | 6      | 2      | 8      | 26     | 39     | -13 |

### Statistiche dei giocatori
| Giocatore       | Prima Categoria | Prima Categoria |
| Giocatore       | Presenze        | Reti            |
| --------------- | --------------- | --------------- |
| A. Albonico     | 15              | 9               |
| A. Avogadro     | 13              | 0               |
| G. Avogadro     | 1               | 0               |
| R. Crispo       | 15              | 0               |
| L. Dotti        | 14              | 0               |
| Gandola         | 1               | 0               |
| A. Gorio        | 9               | 0               |
| F. Lieto        | 5               | 0               |
| A. Longatti     | 2               | 0               |
| A. Luzzani      | 10              | 4               |
| E. Meacci       | 6               | 0               |
| W. Niederhäuser | 15              | 3               |
| C. Piazza       | 15              | 3               |
| F. Prosdocimi   | 10              | 2               |
| A. Provera      | 13              | 2               |
| S. Raso         | 5               | 3               |
| L. Sacchi       | 15              | 0               |
| A. Terragni     | 1               | 0               |